# Grad Vojnik
Grad Vojnik (nemško (Hochenegg) je stal na vrhu Tomaževega hriba pri Tomažu nad Vojnikom,  od katerega so ostali le še neznatni ostanki – obrambni jarek in kup kamenja.

## Zgodovina
Grad Vojnik je zgradila visoko svobodna rodbina Vojniških, sorodnikov grofov Vovbrških in svobodnih gospodov Žovneških in sicer do srede 12. stoletja (morda že konec 11. stoletja). Grad Vojnik je v listinah prvič direktno omenjen leta 1165 kot Hoheneke, 1173 kot Honhec, 1211 Hochenge, 1259 castrum Horyk in leta 1311 kot purg Hehenegge.
Grad je stal na tleh, ki jih je grofica Hema leta 1043  v darovnici za krške benediktinke izvzela iz darovanega kompleksa med Koprivnico, Hudinjo in Voglajno ter Sotlo, točneje na hribu Sv. Tomaža (444m), tri kilometre vzhodno od današnjega Vojnika. Vojniški so bili svobodni gospodje (v listinah z naslovom liber), ki so si kot stranska veja Askvincev oziroma grofov s Plaina, kot sorodniki Žovneških in kasneje Svibenskih izbrali za sedež ta grad.  Liber »Liupoldus de Hoheneke« je omenjen že leta 1164, 1165 pa njegov verjetni sin, svobodni gospod Wergand, ki je imel tri otroke; Leopolda ll.,Viljema ll. in Elizabeto. Z vojniško gospoščino je bila verjetno v drugi polovici 13. stoletja združena (pridružena)  miltenberška (grad Miltenberg naj bi stal vzhodno od vojniškega, na današnjem Kožuhovem hribu). Miltenberški so bili v svaštvu s starimi vojniškimi gospodi in pridevek Miltenberška je nosila prav Elizabeta.Od naselitve na Vojnik so vojniški sami upravljali grad, tako da se je prvi ministerial pojavil v virih šele takrat, ko so bili že šteti dnevi zadnjemu Vojniškemu, Viljemu II., ki je umrl leta 1241. Kastelana viteza Hugona srečamo v arhivskih virih šele leta 1240, ki je po izumrtju Vojniških (1241) najbrž zapustil grad. Po letu 1241 že srečamo gospoščino v rokah deželnega kneza.
Štajerski deželni glavar, slavonski vojvoda Štefan in brat ogrskega kralja, ki se je večkrat imenoval tudi štajerski vojvoda, ga je leta 1259 podelil točaju Chaku (Csaky) skupaj z Miltenbergom in Žalcem. Zmaga češkega kralja Otokarja v boju z ogrskim kraljem in zasedba Štajerske leta 1261 je zamenjala posestnike Vojnika. Leta 1263 je za deželnega kneza grad upravljal neki Reinboto z Vojnika. Po Otokarjevi smrti grad in posest pridobijo grofje Tirolsko-Goriški, kranjski in savinjski zastavni gospodje, ki so imeli na Vojniku najseverovzhodnejše savinjsko gospostvo. Tirolsko-Goriški so pred izgubo Savinjske doline (1311) prepustili Vojnik Haugu s Taufersa. Leta 1319 je bil gradiščan Nikolaj s Črnelega, zvest vitez koroških vojvod. Isto leto sta vso posest skupaj z Vojnikom dobila v zastavo Konrad z Aufensteina in grof Henrik Goriški, vendar je slednji svoj delež kmalu odstopil prvemu. Leta 1320 je zastavo potrdil tudi vojvoda Friderik.
Leta 1331 dobijo grad in gospoščino v zajem Walseeji in leta 1363 Celjski grofje. Wallseeji so Vojnik, Žalec in Žaženberk zapustili sorodnikom Celjskim, kar so potrdili Habsburžani, ki so bili Celjskim tako ali tako dolžni za vojaško pomoč proti Bavarski. Celjski so imeli na gradu oskrbnike oziroma gradiščane. Od leta 1362 do 1388 je bil gradiščan Rudolf s Plankenwartha  in med letoma 1412 in 1428 Ludvik Sachs. 
Iz Celjske kronike razberemo, da so Celjani med vojno s Habsburžani leta 1439 sami podrli grad Vojnik. Dušan Kos v svoji knjigi Vitez in grad zapiše, da so Celjski Vojnik obdržali do leta 1456, ko posest postane deželnoknežja. V bojih za 
dediščino Celjskih naj bi ga menda Habsburžani sami podrli. Kakor koli, grad ni bil več obnovljen, po njem so ostale skromne sledi.Skic ali slik o tem, kako naj bi grad izgledal ni, obstaja pa freska v Malejevi kleti, blizu Sv. Tomaža, na podlagi katere lahko sklepamo kakšen je bil vojniški grad za časa Viljema ll.